# Irak az 1964. évi nyári olimpiai játékokon
Irak a japán Tokióban megrendezett 1964. évi nyári olimpiai játékok egyik részt vevő nemzete volt. Az országot az olimpián 3 sportágban 13 sportoló képviselte, akik érmet nem szereztek.

## Atlétika
Férfi
| Versenyző                                                              | Versenyszám     | Előfutam | Előfutam | Előfutam | Negyeddöntő | Negyeddöntő | Negyeddöntő | Elődöntő | Elődöntő | Elődöntő | Döntő   | Döntő    |
| Versenyző                                                              | Versenyszám     | Idő      | Hely.    | Össz.    | Idő         | Hely.       | Össz.       | Idő      | Hely.    | Össz.    | Idő     | Helyezés |
| ---------------------------------------------------------------------- | --------------- | -------- | -------- | -------- | ----------- | ----------- | ----------- | -------- | -------- | -------- | ------- | -------- |
| Khudhir Zalata                                                         | 100 m           | 11,17    | 6.       | 67.      | kiesett     | kiesett     | kiesett     | kiesett  | kiesett  | kiesett  | kiesett | kiesett  |
| Jassim Karim Kuraishi                                                  | 200 m           | 22,6     | 5.       | 53.*     | kiesett     | kiesett     | kiesett     | kiesett  | kiesett  | kiesett  | kiesett | kiesett  |
| Jassim Karim Kuraishi                                                  | 400 m           | 49,5     | 7.       | 46.      | kiesett     | kiesett     | kiesett     | kiesett  | kiesett  | kiesett  | kiesett | kiesett  |
| Samir Vincent                                                          | 110 m gát       | 16,2     | 8.       | 37.      |             |             |             | kiesett  | kiesett  | kiesett  | kiesett | kiesett  |
| Samir Vincent                                                          | 400 m gát       | 54,0     | 6.       | 32.      |             |             |             | kiesett  | kiesett  | kiesett  | kiesett | kiesett  |
| Jassim Karim Kuraishi Samir Vincent Khalid Tawfik Lazim Khudhir Zalata | 4 × 100 m váltó | kizárták | kizárták | kizárták |             |             |             | kiesett  | kiesett  | kiesett  | kiesett | kiesett  |

| Versenyző     | Versenyszám | Selejtező | Selejtező | Döntő    | Döntő    |
| Versenyző     | Versenyszám | Eredmény  | Helyezés  | Eredmény | Helyezés |
| ------------- | ----------- | --------- | --------- | -------- | -------- |
| Samir Vincent | Hármasugrás | 13,85 m   | 31.       | kiesett  | kiesett  |

* - egy másik versenyzővel azonos időt ért el

## Ökölvívás
| Versenyző        | Versenyszám | 32-es főtábla                     | Nyolcaddöntő      | Negyeddöntő       | Elődöntő          | Döntő             | Helyezés |
| Versenyző        | Versenyszám | Ellenfél Eredmény                 | Ellenfél Eredmény | Ellenfél Eredmény | Ellenfél Eredmény | Ellenfél Eredmény | Helyezés |
| ---------------- | ----------- | --------------------------------- | ----------------- | ----------------- | ----------------- | ----------------- | -------- |
| Youssef Anwer    | Pehelysúly  | José Antonio Duran (MEX) · 0-5    | kiesett           | kiesett           | kiesett           | kiesett           | 17.      |
| Khalid Al-Karkhi | Váltósúly   | Manfredo Alipala (PHI) · kizárták | kiesett           | kiesett           | kiesett           | kiesett           | 17.      |

## Súlyemelés
| Versenyző           | Versenyszám | Nyomás   | Nyomás   | Szakítás | Szakítás | Lökés    | Lökés    | Összesen | Helyezés |
| Versenyző           | Versenyszám | Eredmény | Helyezés | Eredmény | Helyezés | Eredmény | Helyezés | Összesen | Helyezés |
| ------------------- | ----------- | -------- | -------- | -------- | -------- | -------- | -------- | -------- | -------- |
| Zuhair Elia Mansour | 60 kg       | 107,5    | 10.      | 97,5     | 13.      | 125,0    | 16.      | 330,0    | 14.      |
| Aziz Abbas          | 67,5 kg     | 115,0    | 14.      | 107,5    | 11.      | 142,5    | 11.      | 365,0    | 12.      |
| Mahmoud Rashid      | 67,5 kg     | 117,5    | 12.      | 112,5    | 9.       | 137,5    | 15.      | 367,5    | 10.      |
| Mohammed Nadum      | 75 kg       | 127,5    | 11.      | 125,0    | 8.       | 155,0    | 10.      | 407,5    | 10.      |
| Mahmoud Shakir      | 90 kg       | 115,0    | 18.      | 117,5    | 16.      | 150,0    | 16.      | 382,5    | 17.      |
| Hadi Abdul Jabbar   | +90 kg      | 152,5    | 16.      | 127,5    | 17.      | 160,0    | 18.      | 440,0    | 19.      |
| Abdul Khalik Juad   | +90 kg      | 147,5    | 19.      | 125,0    | 18.      | 172,5    | 13.      | 445,0    | 16.      |